# Coupe de Côte d'Ivoire féminine de basket-ball
La Coupe de Côte d'Ivoire féminine de basket-ball est une compétition à élimination directe de basket-ball féminin organisée par la Fédération ivoirienne de basket-ball. Elle est nommée Coupe Nationale avant d'être renommée en Coupe de Côte d'Ivoire en 2023

## Palmarès
| Saison | Champion                        | Vice-champion                      |
| ------ | ------------------------------- | ---------------------------------- |
| 2014   | Abidjan Basket Club (8)         | Club sportif d'Abidjan Treichville |
| 2023   | Friend's Basketball Association | Club sportif d'Abidjan Treichville |